# Yannick Fischer
Yannick Fischer (født 17. december 1974 i Sainte-Foy-la-Grande, Frankrig) er en fransk tidligere fodboldspiller (forsvarer).
Fischer spillede hele sin karriere i hjemlandet, og repræsenterede blandt andet Bordeaux, Marseille og Strasbourg. Hos Strasbourg var han i 2001 med til at vinde pokalturneringen Coupe de France efter finalesejr over Amiens.

## Titler
Coupe de France
- 2001 med Strasbourg

Toto Cuppen
- 1995 med Bordeaux